# Ariel Seltzer
Ariel Gerardo Seltzer (Villa Ocampo, 3 gennaio 1981) è un ex calciatore argentino, di ruolo difensore.

## Carriera
Ha vinto il Mondiale Under-20 del 2001 con l'Argentina, guidata dal CT José Pekerman.